# Джек Кроуфорд (тенісист)
Джек Кроуфорд, повне ім'я Джон Герберт Кроуфорд (англ. Jack Crawford, John Herbert Crawford; 22 березня 1908 – 10 вересня 1991) — австралійський тенісист, багаторазовий переможець турнірів Великого шолома в 1930-х роках. 1933 року виграв три одиночні турніри, а в US-Open поступився лише в фіналі у п'яти сетах — до Великого шолома забракло лише одного виграного сета. 
Завершив кар'єру 1951 року.

## Фінали турнірів Великого шолома

### Одиночний розряд: 12 (6 титулів, 6 поразок)
| Результат | Рік  | Championship                           | Покриття | Опонент            | Рахунок                   |
| --------- | ---- | -------------------------------------- | -------- | ------------------ | ------------------------- |
| Перемога  | 1931 | Відкритий чемпіонат Австралії з тенісу | Трава    | Геррі Гопмен       | 6–4, 6–2, 2–6, 6–1        |
| Перемога  | 1932 | Відкритий чемпіонат Австралії з тенісу | Трава    | Геррі Гопмен       | 4–6, 6–3, 3–6, 6–3, 6–1   |
| Перемога  | 1933 | Відкритий чемпіонат Австралії з тенісу | Трава    | Кейт Ґледгілл      | 2–6, 7–5, 6–3, 6–2        |
| Перемога  | 1933 | Відкритий чемпіонат Франції з тенісу   | Ґрунт    | Анрі Коше          | 8–6, 6–1, 6–3             |
| Перемога  | 1933 | Вімблдонський турнір                   | Трава    | Елсворт Вайнс      | 4–6, 11–9, 6–2, 2–6, 6–4  |
| Поразка   | 1933 | Відкритий чемпіонат США з тенісу       | Трава    | Фред Перрі         | 3–6, 13–11, 6–4, 0–6, 1–6 |
| Поразка   | 1934 | Відкритий чемпіонат Австралії з тенісу | Трава    | Фред Перрі         | 3–6, 5–7, 1–6             |
| Поразка   | 1934 | Відкритий чемпіонат Франції з тенісу   | Ґрунт    | Готтфрід фон Крамм | 4–6, 9–7, 6–3, 5–7, 3–6   |
| Поразка   | 1934 | Вімблдонський турнір                   | Трава    | Фред Перрі         | 3–6, 0–6, 5–7             |
| Перемога  | 1935 | Відкритий чемпіонат Австралії з тенісу | Трава    | Фред Перрі         | 2–6, 6–4, 6–4, 6–4        |
| Поразка   | 1936 | Відкритий чемпіонат Австралії з тенісу | Трава    | Адріан Квіст       | 2–6, 3–6, 6–4, 6–3, 7–9   |
| Поразка   | 1940 | Відкритий чемпіонат Австралії з тенісу | Трава    | Адріан Квіст       | 3–6, 1–6, 2–6             |

### Парний розряд: 12 (6 титулів, 6 поразок)
| Результат | Рік  | Championship             | Покриття | Партнер        | Опоненти                       | Рахунок                  |
| --------- | ---- | ------------------------ | -------- | -------------- | ------------------------------ | ------------------------ |
| Перемога  | 1929 | Australian Championships | Трава    | Геррі Гопмен   | Jack Cummings Едґар Мун        | 6–1, 6–8, 4–6, 6–1, 6–3  |
| Перемога  | 1930 | Australian Championships | Трава    | Геррі Гопмен   | Tim Fitchett Джон Гоукс        | 8–6, 6–1, 2–6, 6–3       |
| Поразка   | 1931 | Australian Championships | Трава    | Геррі Гопмен   | Джеймс Андерсон Норман Брукс   | 2–6, 4–6, 3–6            |
| Перемога  | 1932 | Australian Championships | Трава    | Едґар Мун      | Геррі Гопмен Джералд Паттерсон | 12–10, 6–3, 4–6, 6–4     |
| Поразка   | 1933 | Australian Championships | Трава    | Едґар Мун      | Кейт Ґледгілл Елсворт Вайнс    | 4–6, 8–10, 2–6           |
| Поразка   | 1934 | French Championships     | Трава    | Вівіан Макграт | Жан Боротра Жак Брюньйон       | 9–11, 3–6, 6–2, 6–4, 7–9 |
| Перемога  | 1935 | Australian Championships | Трава    | Вівіан Макграт | Patrick Hughes Фред Перрі      | 6–4, 8–6, 6–2            |
| Перемога  | 1935 | French Championships     | Ґрунт    | Адріан Квіст   | Дон Тернбулл Вівіан Макграт    | 6–1, 6–4, 6–2            |
| Перемога  | 1935 | Wimbledon Championships  | Трава    | Адріан Квіст   | Вілмер Еллісон Джон Ван Рин    | 6–3, 5–7, 6–2, 5–7, 7–5  |
| Поразка   | 1936 | Australian Championships | Трава    | Вівіан Макграт | Адріан Квіст Дон Тернбулл      | 8–6, 2–6, 1–6, 6–3, 2–6  |
| Поразка   | 1939 | U.S. Championships       | Трава    | Геррі Гопмен   | Адріан Квіст Джон Бромвіч      | 6–8, 1–6, 4–6            |
| Поразка   | 1940 | Australian Championships | Трава    | Вівіан Макграт | Джон Бромвіч Адріан Квіст      | 3–5, 5–7, 1–6            |

### Мікст: 8 (5 титулів, 3 поразки)
| Результат | Рік  | Championship             | Покриття | Партнер                | Опоненти                           | Рахунок         |
| --------- | ---- | ------------------------ | -------- | ---------------------- | ---------------------------------- | --------------- |
| Поразка   | 1928 | Wimbledon Championships  | Трава    | Дафне Акгерст          | Елізабет Раян Патрік Спенс         | 5–7, 4–6        |
| Поразка   | 1929 | Australian Championships | Трава    | Марджорі Кокс Кроуфорд | Дафне Акгерст Едґар Мун            | 6–0, 7–5        |
| Поразка   | 1930 | Australian Championships | Трава    | Марджорі Кокс Кроуфорд | Нелл Голл-Гопман Геррі Гопмен      | 9–11, 6–3, 3–6  |
| Перемога  | 1930 | Wimbledon Championships  | Трава    | Елізабет Раян          | Hilde Sperling Daniel Prenn        | 6–1, 6–3        |
| Перемога  | 1931 | Australian Championships | Трава    | Марджорі Кокс Кроуфорд | Емілі Гуд Вестакотт Aubrey Willard | 7–5, 6–4        |
| Перемога  | 1932 | Australian Championships | Трава    | Марджорі Кокс Кроуфорд | Нелл Голл-Гопман Jiro Sato         | 6–8, 8–6, 6–3   |
| Перемога  | 1933 | Australian Championships | Трава    | Марджорі Кокс Кроуфорд | Марджорі Ґладман Елсворт Вайнс     | 3–6, 7–5, 13–11 |
| Перемога  | 1933 | French Championships     | Ґрунт    | Марґарет Скрайвен      | Бетті Натголл Фред Перрі           | 6–2, 6–3        |

## Досягнення в турнірах Великого шолома
| Турнір                                 | 1926 | 1927 | 1928 | 1929 | 1930 | 1931 | 1932 | 1933 | 1934 | 1935 | 1936 | 1937 | 1938 | 1939 | 1940 | 1941 | 1942 | 1943 | 1944 | 1945 | 1946 | 1947 | 1948 | 1949 | 1950 | 1951 | SR     | W–L    | Win % |
| Відкритий чемпіонат Австралії з тенісу | 1р   | ЧФ   | ПФ   | ЧФ   | ПФ   | П    | П    | П    | Ф    | П    | Ф    | ПФ   | 3р   | ПФ   | Ф    | НП   | НП   | НП   | НП   | НП   | 3р   | 1р   | 3р   | 3р   | 2р   | 1р   | 4 / 21 | 52–17  | 75.4  |
| Відкритий чемпіонат Франції з тенісу   |      |      | ЧФ   |      | 2р   |      |      | П    | Ф    | ПФ   |      |      |      |      | НП   | НП   | НП   | НП   | НП   | НП   |      | 3р   |      |      |      |      | 1 / 6  | 20–5   | 80.0  |
| Вімблдонський турнір                   |      |      | 2р   |      | 3р   |      | ПФ   | П    | Ф    | ПФ   | ЧФ   | ЧФ   |      |      | НП   | НП   | НП   | НП   | НП   | НП   |      | 1р   |      |      |      |      | 1 / 9  | 36–8   | 81.8  |
| Відкритий чемпіонат США з тенісу       |      |      | ЧФ   |      |      |      |      | Ф    |      |      |      |      |      | 3р   |      |      |      |      |      |      |      | 3р   |      |      |      |      | 0 / 4  | 10–4   | 71.4  |
| Win–loss                               | 0–1  | 2–1  | 12–4 | 2–1  | 6–3  | 5–0  | 10–1 | 23–1 | 15–3 | 14–2 | 8–2  | 7–2  | 1–1  | 5–2  | 4–1  | 0–0  | 0–0  | 0–0  | 0–0  | 0–0  | 1–1  | 1–4  | 1–1  | 1–1  | 0–1  | 0–1  | 6 / 40 | 118–34 | 77.6  |